# Пекарский, Пётр (легкоатлет)
Пётр Пекарский (пол. Piotr Piekarski; род. 10 апреля 1964, Брусы, Поморское воеводство) — польский легкоатлет, специалист по бегу на средние дистанции. Выступал за сборную Польши по лёгкой атлетике в 1983—1994 годах, бронзовый призёр чемпионата Европы, многократный победитель первенств национального значения, участник летних Олимпийских игр в Барселоне.

## Биография
Пётр Пекарский родился 10 апреля 1964 года в городе Брусы Поморского воеводства, Польша.
Занимался лёгкой атлетикой в Быдгоще, проходил подготовку в местном спортивном клубе «Завиша» под руководством тренера Сильвестра Небудека.
Первого серьёзного успеха на международном уровне добился в сезоне 1983 года, когда вошёл в состав польской национальной сборной и побывал на чемпионате Европы среди юниоров в Швехате, откуда привёз награду серебряного достоинства, выигранную в беге на 800 метров — в финале уступил только британцу Икему Билли.
С 1984 года соревновался со взрослыми спортсменами, в частности отметился выступлением на взрослом европейском первенстве в помещении в Гётеборге, где в финале 800-метровой дисциплины финишировал шестым.
В 1985 году на Кубке Европы в Москве стал вторым в индивидуальном зачёте бега на 800 метров, пропустив вперёд британца Тома Маккина, тогда как в командном первенстве со сборной Польши занял итоговое пятое место. 
В 1990 году на соревнованиях в итальянском Риети установил свой личный рекорд в беге на 800 метров — 1:45,20. Участвовал в чемпионате Европы в Сплите, где в той же дисциплине выиграл бронзовую медаль — здесь в финале его обошли британцы Том Маккин и Дэвид Шарп.
В 1991 году стартовал на чемпионате мира в Токио, показал в беге на 800 метров пятый результат.
Благодаря череде удачных выступлений удостоился права защищать честь страны на летних Олимпийских играх 1992 года в Барселоне — благополучно преодолел предварительный квалификационный этап бега на 800 метров, но на стадии полуфиналов был дисквалифицирован и не показал никакого результата.
После барселонской Олимпиады Пекарский ещё в течение некоторого времени оставался в составе легкоатлетической команды Польши и продолжал принимать участие в крупнейших международных стартах. Так, в 1994 году он выступил на европейском первенстве в Хельсинки, с результатом 1:48,50 остановился здесь уже на предварительном этапе.